# Echinocereus adustus
Echinocereus adustus, conocida comúnmente como alicoche de Cusihuiriachi u órgano pequeño de Cosihuiriachic, es una especie de planta suculenta perteneciente al género Echinocereus, dentro de la familia Cactaceae. Es endémica del noreste de México (concretamente del estado de Chihuahua).

## Descripción
Echinocereus adustus es una especie de cactus que generalmente crece de forma solitaria. Los tallos presentan una forma cilíndrica corta y alcanzan alturas de hasta 20 cm, con diámetros entre 4 y 12 cm. La epidermis es de color verde y las raíces son fibrosas.
Esta especie posee entre 11 y 16 costillas onduladas, de 0,5 a 1,2 cm de altura y ligeramente divididas en tubérculos. Sobre ellas se disponen areolas elipsoidales que miden de 3 a 4 mm de largo y 2 mm de ancho. Las areolas están muy próximas entre sí, separadas por una distancia de 4 a 7 mm, y cambian de lanosas en su juventud a desnudas con la edad. Habitualmente presentan una única espina central, recta y rígida, de color marrón rojizo, que puede llegar a medir hasta 3,5 cm y en ocasiones está ausente. Además, cuentan con entre 5 y 18 espinas radiales pectinadas (en forma de peine) y adpresas (pegadas al tallo). Son de color crema con las puntas marrón oscuro-negruzco y miden entre 1,6 y 2,3 cm de largo.
Las flores tienen forma de embudo corto o ligeramente acampanada y son de color magenta rosado con la garganta en un tono más claro. Se desarrollan por debajo del ápice del tallo, miden de 4,5 a 6 cm de largo y de 4 a 5,5 cm de ancho. El tubo floral tiene una longitud de 2 a 4 cm, mientras que los filamentos miden entre 1,5 y 2,5 cm. El estilo amarillo alcanza de 2,5 a 4 cm y el estigma posee de cinco a seis lóbulos de color verde amarillento.

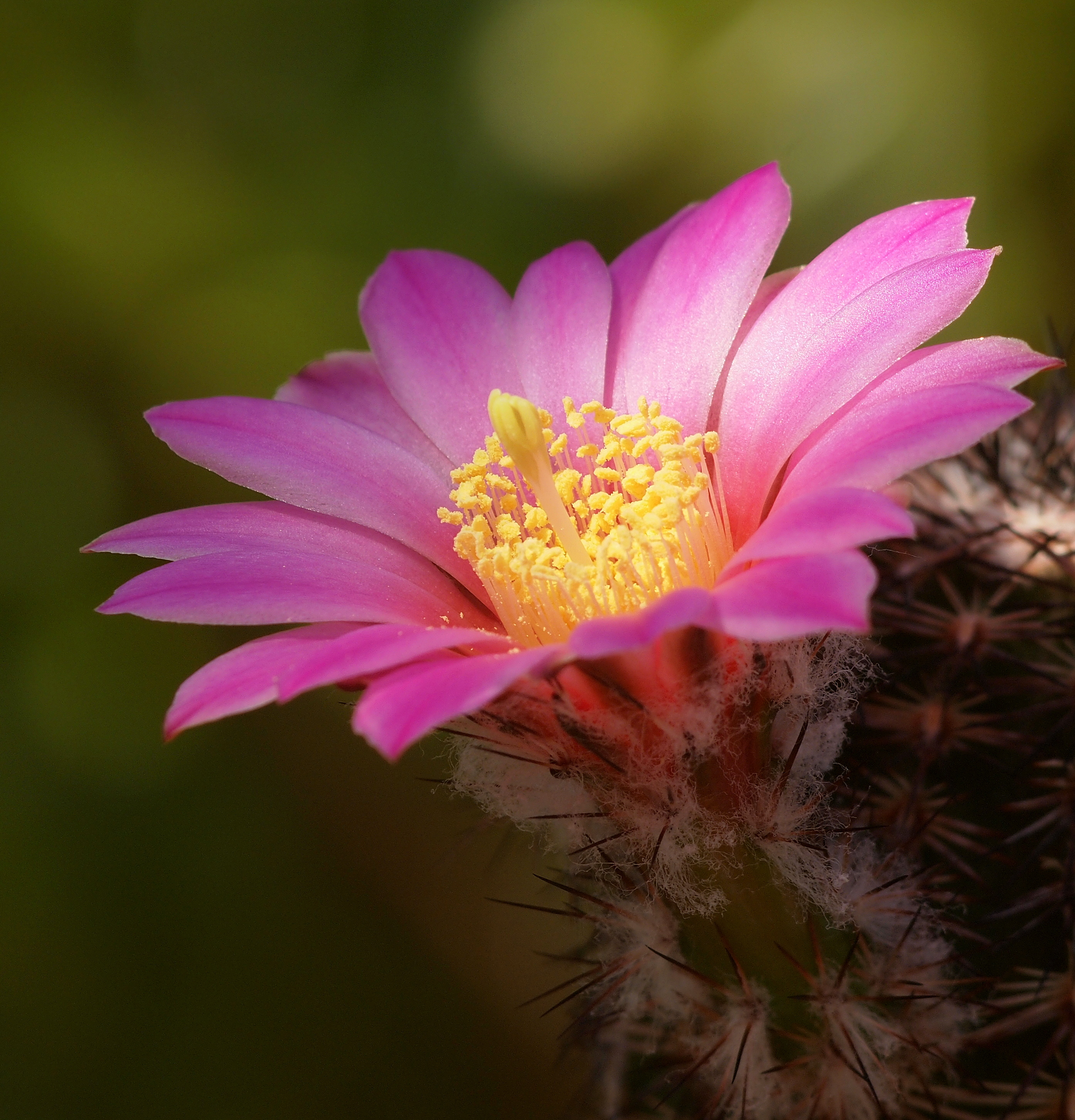
Detalle de la flor

El fruto es ovoidal y presenta un color verde parduzco. Mide hasta 1,5 cm de largo y aproximadamente 1 cm de diámetro. La maduración tarda alrededor de dos meses, luego el fruto se seca y se abre verticalmente. Contiene semillas negras de entre 1 y 1,5 mm de tamaño.

## Distribución y hábitat
El área de distribución nativa de esta especie es noreste de México, en las laderas orientales de la Sierra Madre Occidental del estado de Chihuahua. Crece principalmente en biomas desérticos o de matorral seco, en bosques abiertos de pino y roble situados a altitudes de unos 1800 metros sobre el nivel del mar.

## Taxonomía
Echinocereus adustus fue descrita por el botánico alemán George Engelmann y publicada por primera vez en el libro Memoir of a Tour to Northern Mexico: connected with Col. Doniphan's Expedition: 104 en 1848.
Etimología
- Echinocereus: nombre genérico formado a partir de las palabras latinas ĕchīnus (que significa ‘erizo’) y cereus (que se traduce como 'vela' o 'cirio'), en alusión a los tallos cortos, columnares y espinosos que presentan las especies de este género.[8]
- adustus: epíteto específico que deriva de la palabra latina ădustus (que significa 'quemado', 'chamuscado', 'ennegrecido'), en alusión al color marrón oscuro-negruzco de las puntas de las espinas de la especie.[9][10]

### Subespecies
Actualmente se distinguen tres subespecies:
| Imagen | Subespecie                                                 | Descripción                                                                                | Distribución                  |
| ------ | ---------------------------------------------------------- | ------------------------------------------------------------------------------------------ | ----------------------------- |
|        | Echinocereus adustus subsp. adustus                        | Presenta de 0 a 1 espina central, unas 8 radiales y flores de hasta 5 cm de diámetro.      | Noreste de México (Chihuahua) |
|        | Echinocereus adustus subsp. keizerae W.Blum & Dosedal      | No se tienen datos                                                                         | Noreste de México (Chihuahua) |
|        | Echinocereus adustus subsp. schwarzii (A.B.Lau) N.P.Taylor | Presenta de 1 a 5 espinas centrales, hasta 15 radiales y flores de hasta 7 cm de diámetro. | Noreste de México (Durango)   |

Sinonimia
- Sinónimos de Echinocereus adustus subsp. adustus:[11]
  - Cereus adustus var. radians (Engelm.) Engelm., 1849
  - Cereus pectinatus f. rufispinus (Engelm.) Voss, 1894
  - Cereus rufispinus (Engelm.) Engelm., 1849
  - Echinocereus radians Engelm., 1848
  - Echinocereus rufispinus Engelm., 1848
- Sinónimos de Echinocereus adustus subsp. keizerae: (no tiene)[12]
- Sinónimos de Echinocereus adustus subsp. schwarzii:[13]
  - Echinocereus adustus subsp. roemerianus W.Rischer, 2003
  - Echinocereus adustus var. schwarzii (A.B.Lau) N.P.Taylor, 1985
  - Echinocereus madrensis Patoni, 1910
  - Echinocereus schwarzii A.B.Lau, 1982

## Estado de conservación
En la Lista Roja de Especies Amenazadas de la UICN, la especie está clasificada como de “Preocupación Menor (LC)” y no se conocen amenazas importantes para la conservación de esta especie.

## Importancia económica y cultural

### Uso ornamental
Esta especie de cactus se cultiva principalmente como planta ornamental. Requiere un sustrato con buen drenaje y una exposición a pleno sol, lo que favorece una mayor densidad de espinas. Tolera temperaturas bajo cero, hasta aproximadamente −12 °C durante cortos periodos, aunque necesita protección frente a heladas prolongadas. En invierno debe mantenerse en un lugar fresco y seco. En verano necesita riegos abundantes durante los días calurosos, pero se debe evitar el exceso de humedad para prevenir la pudrición de las raíces.
Crece bien al aire libre en regiones de clima templado, especialmente cuando se planta en suelos bien drenados y en lugares aireados con buena insolación. La propagación se realiza principalmente por semillas, aunque también se puede multiplicar por esquejes, ya que forma brotes en la base.

### Otros usos
La especie se recolecta ocasionalmente de su hábitat para utilizarla en la realización de belenes.